# Agata Wdowiak
Agata Wdowiak (ur. 8 października 1996 w Łodzi) – polska modelka, Miss Polski 2021.

## Życiorys
Urodziła się w Łodzi. Ukończyła szkołę muzyczną I i II stopnia w klasie fortepianu. Jest absolwentką studiów w zakresie geomonitoringu oraz zarządzania biznesem. Skończyła także kurs ratownictwa WOPR. W lipcu 2021 została Miss Ziemi Łódzkiej. 
W sierpniu 2021, w wieku 24 lat została Miss Polski 2021. W grudniu tego samego roku wzięła udział w konkursie Miss Universe.
W lipcu 2022 reprezentowała Polskę w konkursie Miss Supranational 2022, gdzie znalazła się w gronie 12 finalistek oraz została wybrana Najpiękniejszą Europejką.